# BMW 505
La BMW 505 était un prototype de limousine Pullman que BMW présenta au Salon de l'automobile de Francfort en 1955 et que le chancelier Konrad Adenauer proposa comme alternative à sa voiture de société, une Mercedes-Benz 300 c.
La voiture était basée sur le châssis d’une 502, mais plus long de 200 mm. Le moteur était un V8 d’une cylindrée de 3 168 cm³ et d’une puissance de 120 ch (88 kW). Pour ce faire, Michelotti a dessiné une carrosserie Pullman à l’italienne qui ressemblait à la dernière Mercedes-Benz 300 d. L’avant correspondait largement à celui de la BMW 503. La voiture était équipée de tous les extras de l’époque, comme les lève-vitres électro-hydrauliques, l’interphone au conducteur, les fauteuils club a l’arrière, la tablette écritoire avec éclairage, la télécommande pour la radio et de meilleurs tapis et boiseries.
Cependant, Adenauer a décidé de rester avec Mercedes-Benz après tout - prétendument parce qu’à la fin d’un essai routier, il a cogné son chapeau contre le bord du toit de la BMW. Après ce refus, BMW n’a pas voulu prendre le risque d’une production en série et n’a laissé que deux exemplaires.